# 八王子市立横山第一小学校
八王子市立横山第一小学校（はちおうじしりつ よこやまだいいちしょうがっこう）は、東京都八王子市館町にある市立小学校。

## 概要
1897年（明治30年）開学。以降この地に所在し、2017年に創立120周年を迎えた。略称はよこいち。八王子市のほぼ南を走る北野街道（東京都道173号上館日野線）沿いに所在する。

### 学級規模
生徒数は1学年76名、2学年69名、3学年75名、4学年97名、5学年85名、6学年108名、すみれ12名 合計510名（2023年1月1日現在）。学級数は1学年3、2学年2、3学年3、4学年3、5学年3、6学年3、すみれ2 合計19（2022年4月1日現在）
2010年の児童数は722名であったが、2016年には562名にまで落ち込み、2022年には506名と2010年比でほぼ3割減少した。

### 通学区域
学区域は、館町（1〜706、1159〜2808）、椚田町（1〜545）、小比企町（539-6〜13）、大船町（1〜243、936〜947）、寺田町（1〜16、869-3、869-21〜42）である。

### 小中一貫教育
八王子市の小中一貫教育の方針に則り、椚田中学校グループ（八王子市立椚田中学校、八王子市立館小中学校、八王子市立椚田小学校、八王子市立緑が丘小学校）の4校と合同で「確かな学力と規範意識をもち心身ともに健康で、課題に取り組む意欲をもつ児童の育成」をめざす。

### 特別支援学級（すみれ）
拠点校八王子市立椚田小学校の巡回校の一つになっており、知的な遅れを伴わない発達障害（自閉スペクトラム症、注意欠如多動症、学習障害等）、または情緒障害で一部特別な支援を必要とする児童は、本校で個別指導や小集団指導を受けることができる。

### 学童保育所（横山第一小学校学童保育所）
就労等により、保護者が放課後に家庭で保育ができない小学1年生〜3年生（障害児は4年生）まで児童を対象に、八王子市立横山第一小学校学童保育所（定員130名）を校庭に併設している。
八王子市の条例でもって、厚生労働省の所管である学童保育所を文部科学省所管の学校校庭に設置した取り組みは注目されている。

### 校歌
- 作曲 平井康三郎[2][報 2]
- 作詞 勝承夫

### 進学先中学校
八王子市は全域で学校選択制を採用しているため、中学校の学区域は存在しないが、卒業生は旧学区域上は主に八王子市立椚田中学校と八王子市立館小中学校の二校に進学する。

### 給食制度
保護者の愛情が子どもに伝わるようにと八王子市は長年、弁当持参であった。学校給食制度を取り入れてからは、本校では学内の給食室で調理したものを各クラスに配膳している。

## 沿革
沿革節の主要な出典は公式サイト。

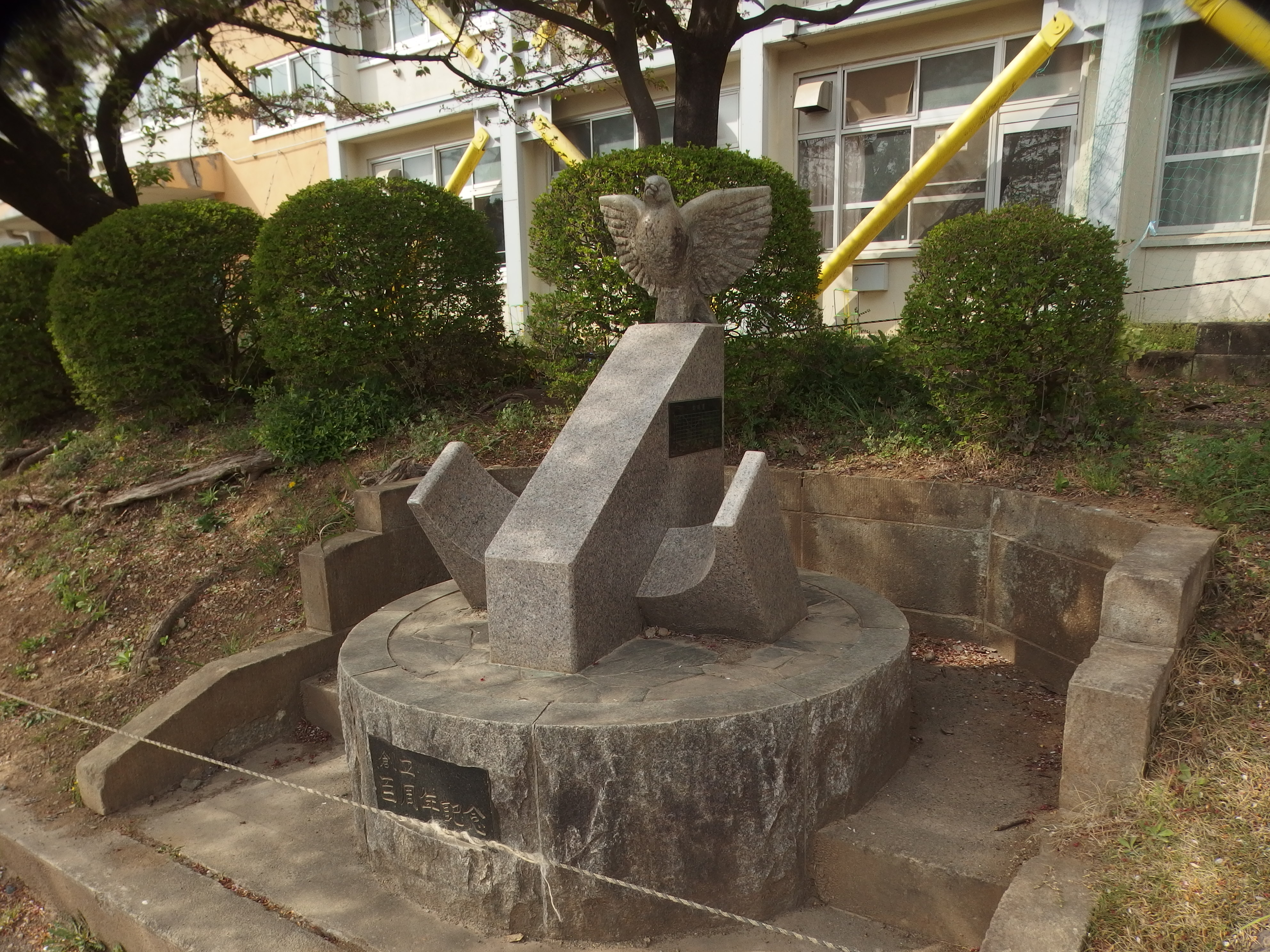
創立百周年記念「日時計」

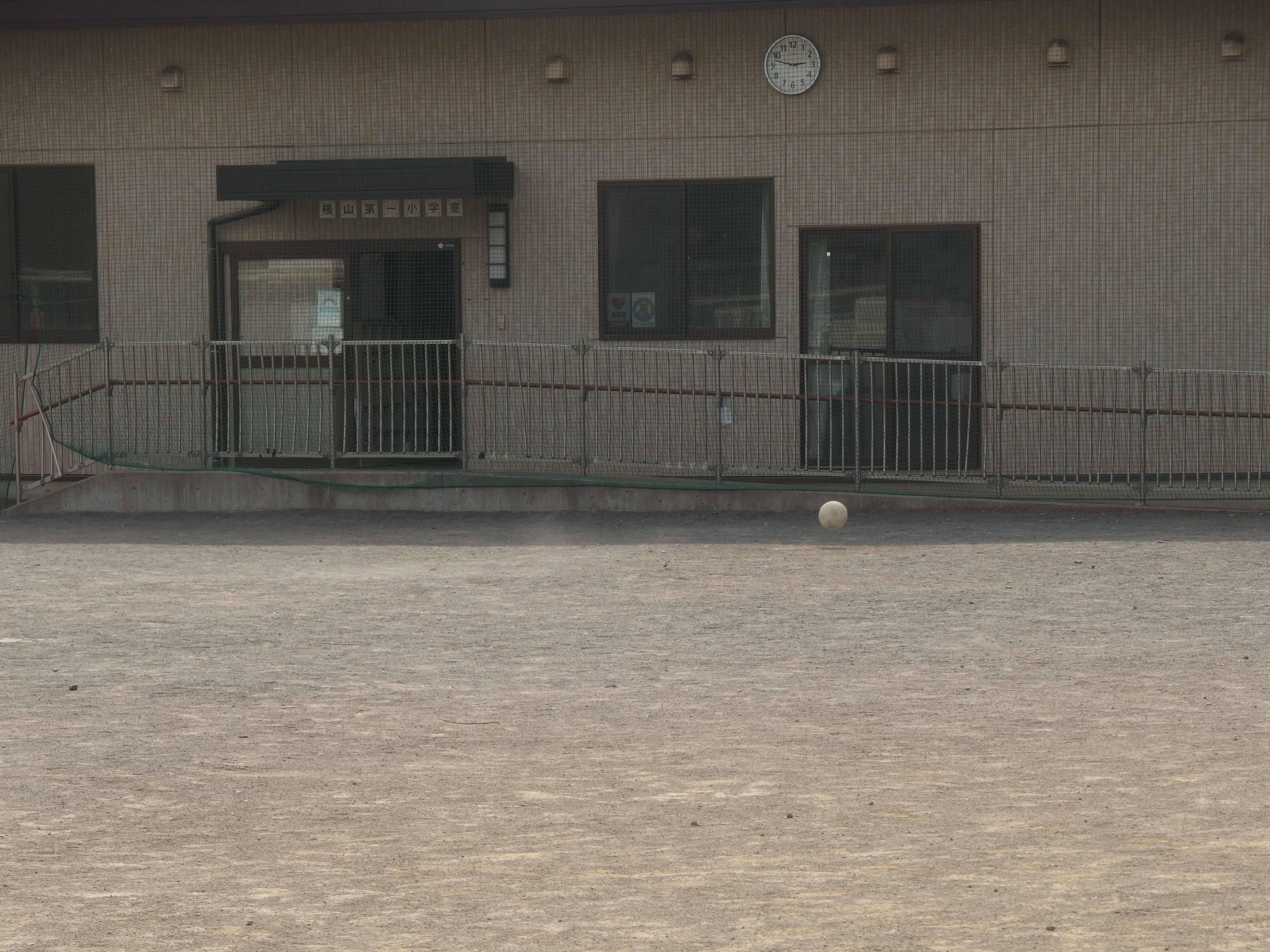
校庭の一角に横山第一学童保育所

- 1870年（明治03年） - 館の鉄草庵を教場に始まる。
- 1873年（明治06年） - 大館学校（館学舎）が神奈川県管内第70番目の小学校として開校。
- 1897年（明治30年） - 館小学校、共隆小学校、横山高等小学校を併合し、横山尋常高等小学校として創立。
- 1935年（昭和10年） - 校名を南多摩郡横山村立横山第一尋常高等小学校と改称。
- 1941年（昭和16年） - 国民学校施行令に伴い、校名を横山村立横山第一国民学校と改称。
- 1947年（昭和22年） - 学制改革により、横山村立横山第一小学校と改称。高等科を廃止し、横山中学校を併置。
- 1948年（昭和24年） - 横山中学校の校舎落成に伴い、併置終了。
- 1955年（昭和30年） - 町村合併により、校名を八王子市立横山第一小学校と改称。
- 1959年（昭和34年） - 浅川町の合併に伴い、浅川小学校へ狭間町を学区分割。
- 1970年（昭和45年） - 校舎新築（現北校舎）。
- 1971年（昭和46年） - 校舎増築（現南校舎中央部分）。
- 1972年（昭和47年） - プール竣工。
- 1975年（昭和50年） - 旧上館小学校と旧殿入小学校の開学に伴い、学区分割。
- 1978年（昭和53年） - 椚田小学校の開学に伴い、椚田町を学区分割。
- 1981年（昭和56年） - 旧上寺田小学校の開学に伴い、学区分割。
- 1982年（昭和57年） - 旧稲荷山小学校の開学に伴い、学区分割。
- 2008年（平成20年） - 特別支援学級「すみれ学級」開級。
- 2010年（平成22年） - 体育館耐震補強工事完了。
- 2011年（平成23年） - 南校舎耐震補強工事完了。
- 2012年（平成24年） - 学校運営協議会設置し地域運営学校となる。北校舎耐震補強工事完了。空調設備工事完了。
- 2013年（平成25年） - 横山第一学童保育所を校庭に設置。

## 教育方針
- よく考え主体的に学ぶ児童を育成。
- 心身ともに健やかな児童を育成。
- 次代を担い地域でよりよく生きる児童を育成。

## 施設
校舎は北野街道に沿って手前に北校舎、奥に南校舎と二棟建ち、中央を廊下で繋がっている。その左手に体育館があり、南校舎棟と渡り廊下で繋がっている。校庭を挟んで湯殿川が流れている。
第3学年社会科「わたしたちのまちはどんなまち」で学習した子どもたちは、東京都の南多摩西部建設事務所と連携し、啓蒙ポスターを堤防のフェンスに掲示するなど美化活動を続けている。

## 学校行事

3年生の遠足（片倉城跡公園）

2年生の遠足（万葉公園）
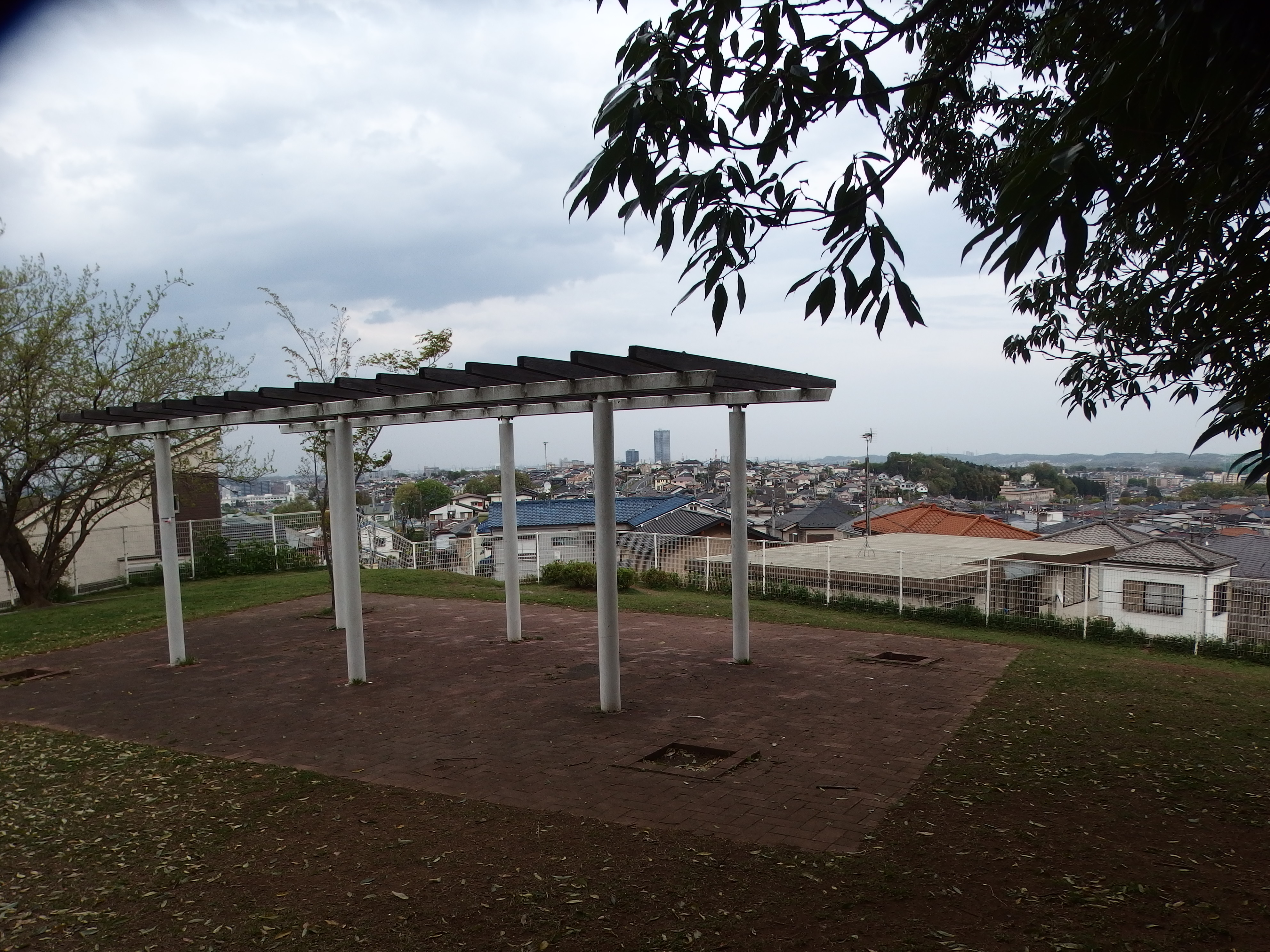
展望台
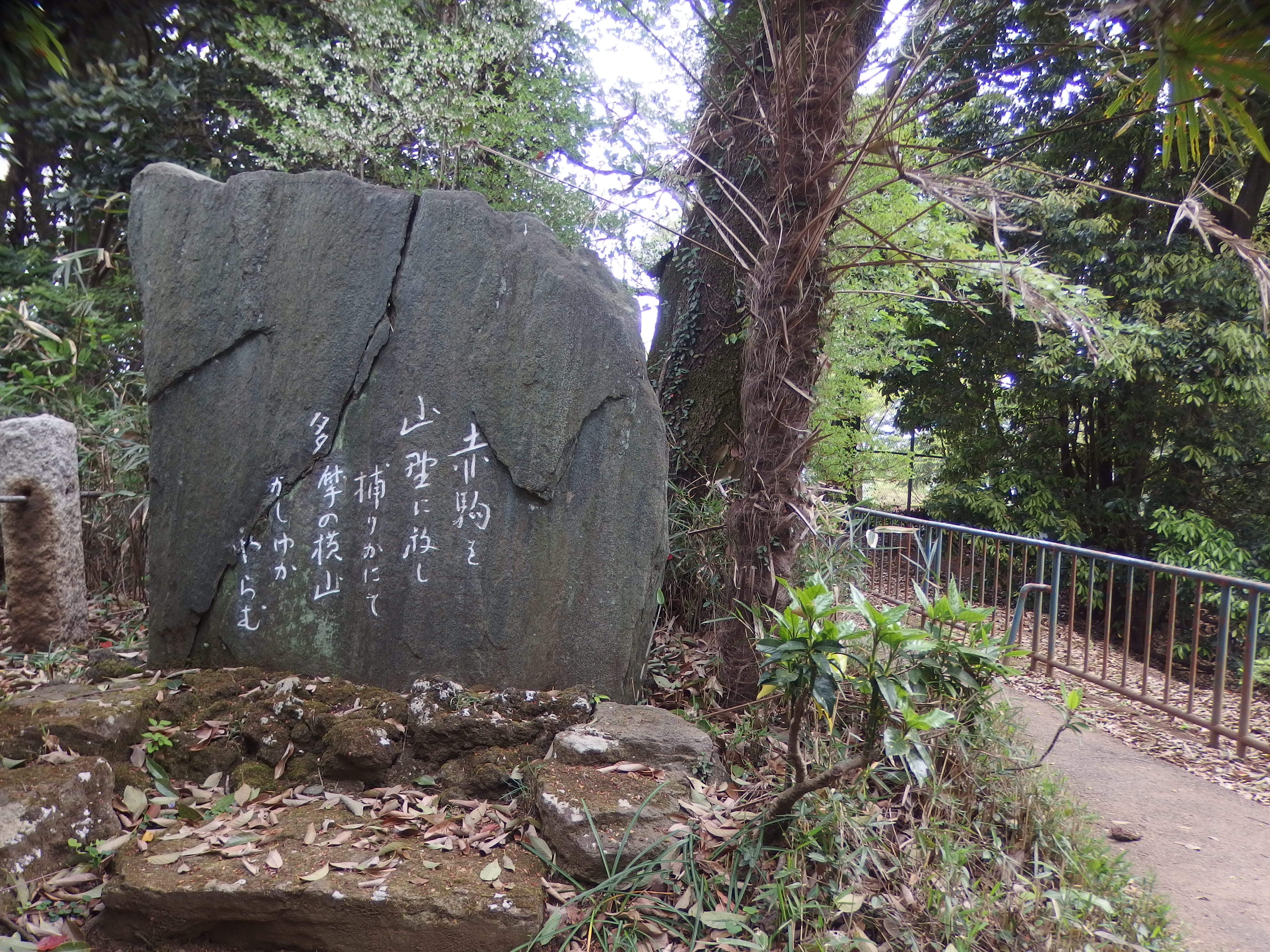
万葉歌碑
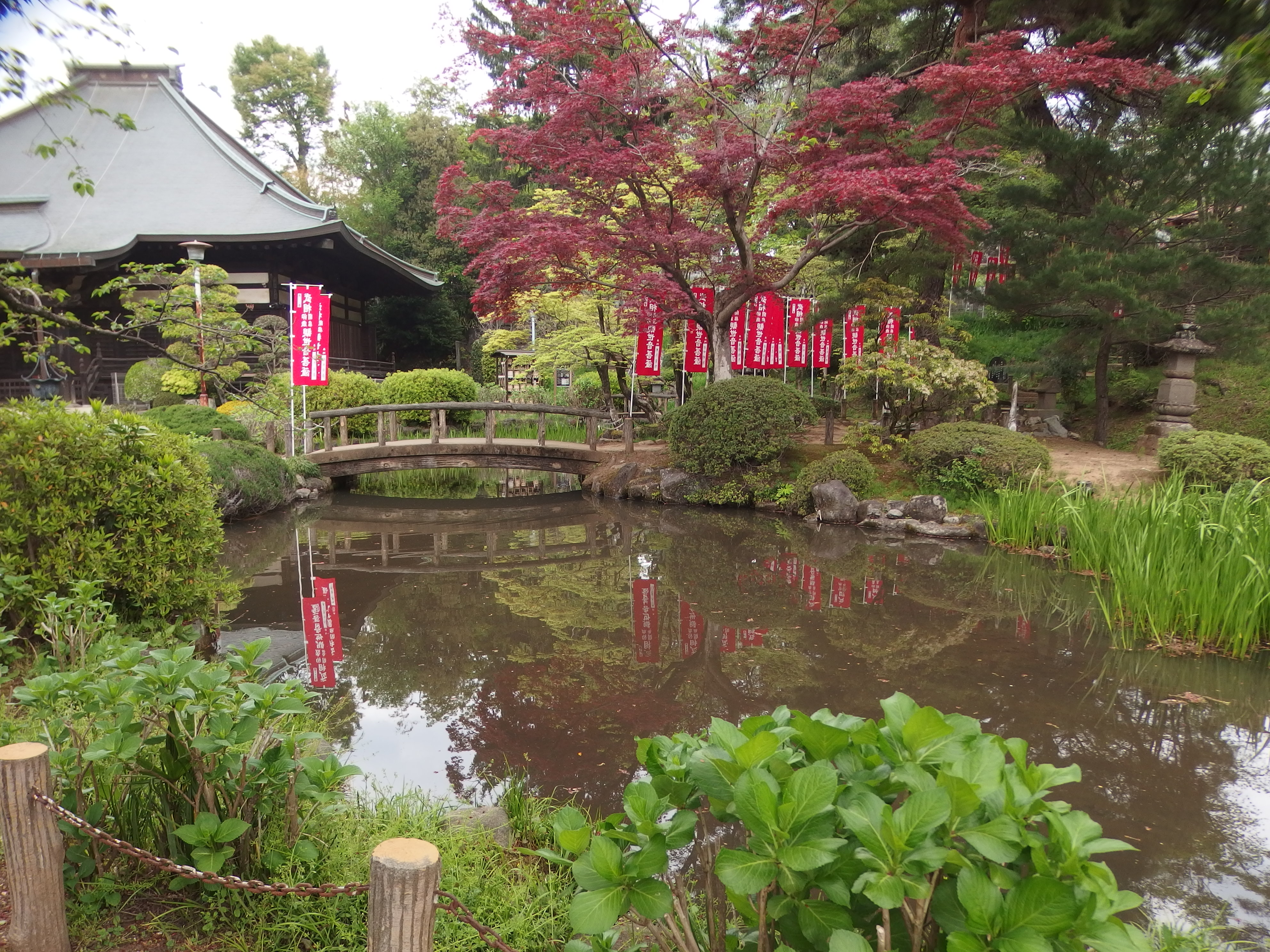
真覚寺蛙合戦の「心字池」

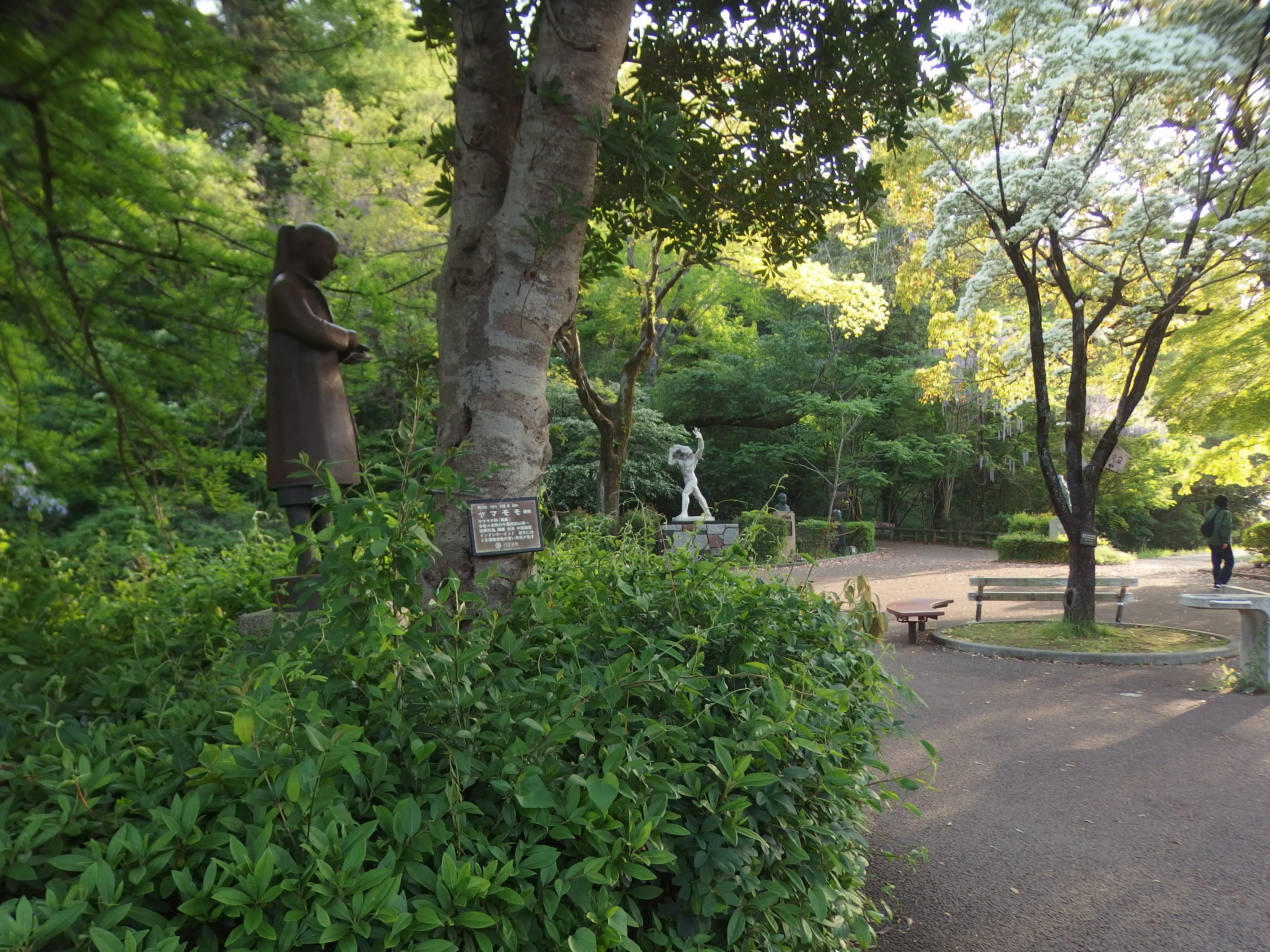
4月 高尾山遠足（4年生）、片倉城跡公園遠足（3年生）、万葉公園遠足（2年生）
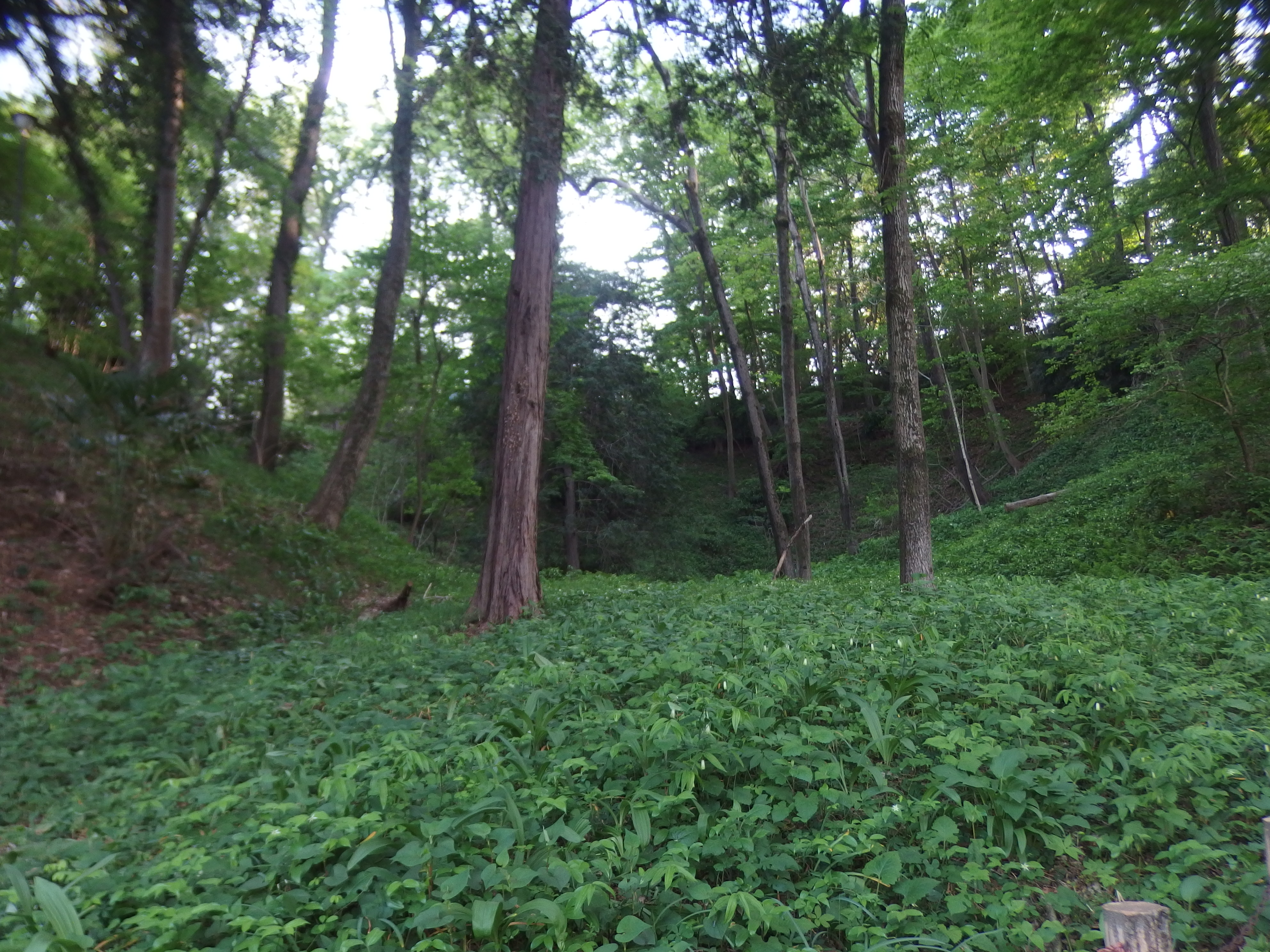
片倉城跡公園空堀
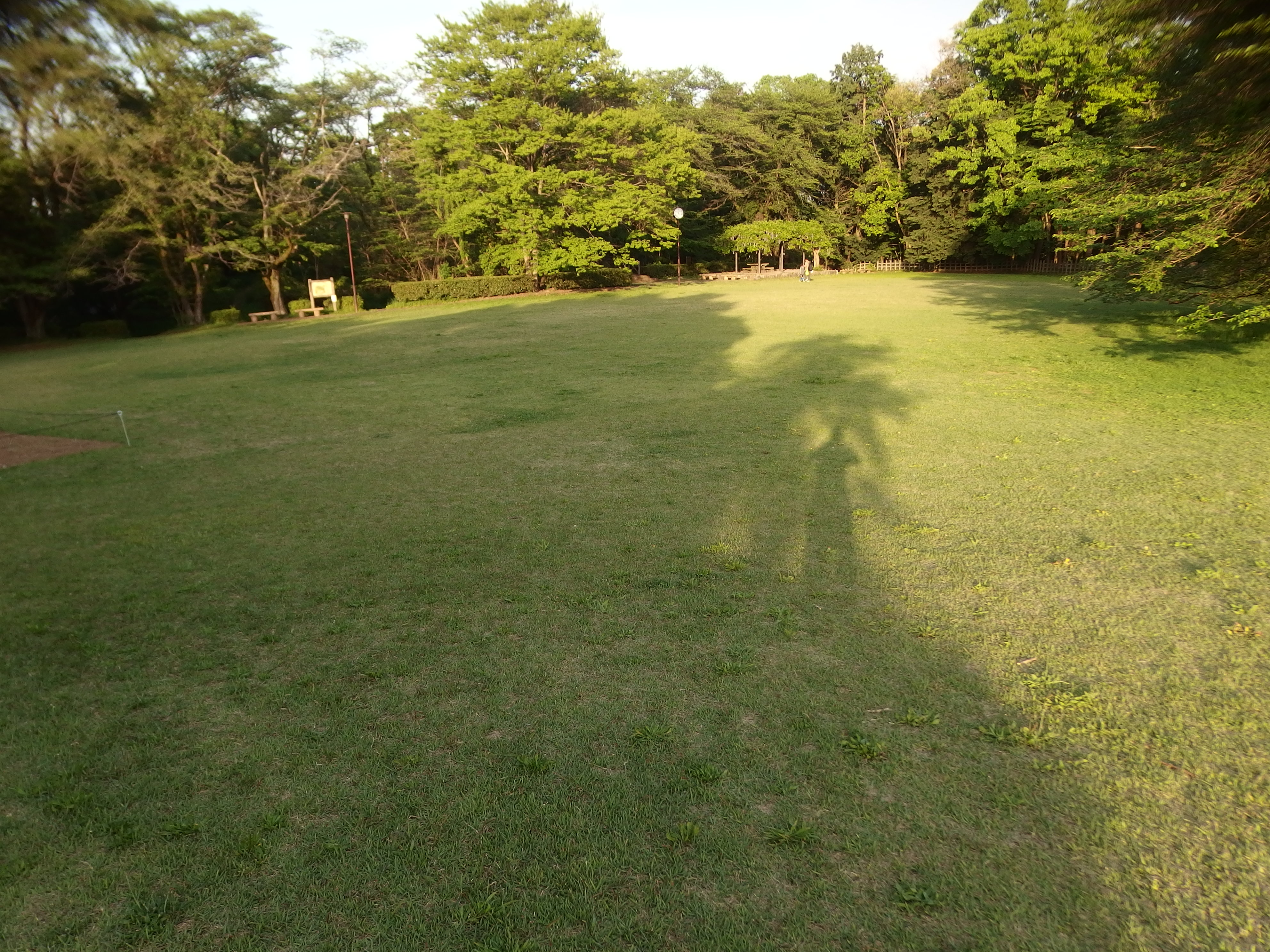
二の丸広場

- 5月 ヤゴ救出大作戦
- 6月 八王子市北野清掃工場見学（4年生）、トヨタ東京自動車大学校見学（5年生）、栃木県日光移動教室（6年生）
- 9月 長野県姫木平自然の家で移動教室（5年生）、八王子郷土資料館と八王子市夕やけ小やけふれあいの里の見学（3年生）
- 10月 短距離走大会、親子キャンプ、殿入中央公園遠足（1年生）、運動会
- 11月 展覧会、椚田地区交流音楽会
- 2月 大縄跳び集会

（学校行事節の出典：学校運営協議会だより「よこいちスク★コミュ」）

4年生の遠足（高尾山）
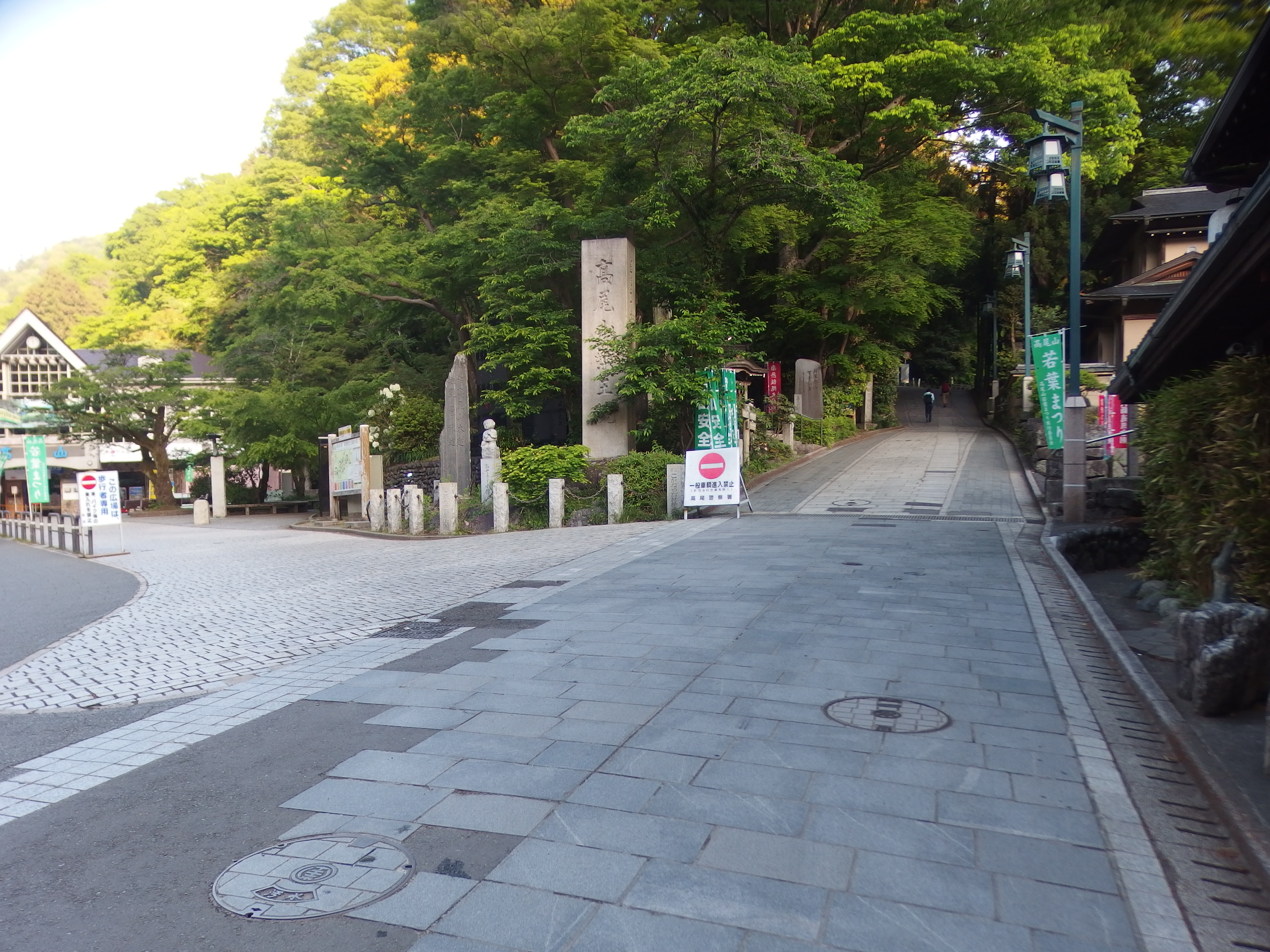
清滝駅広場
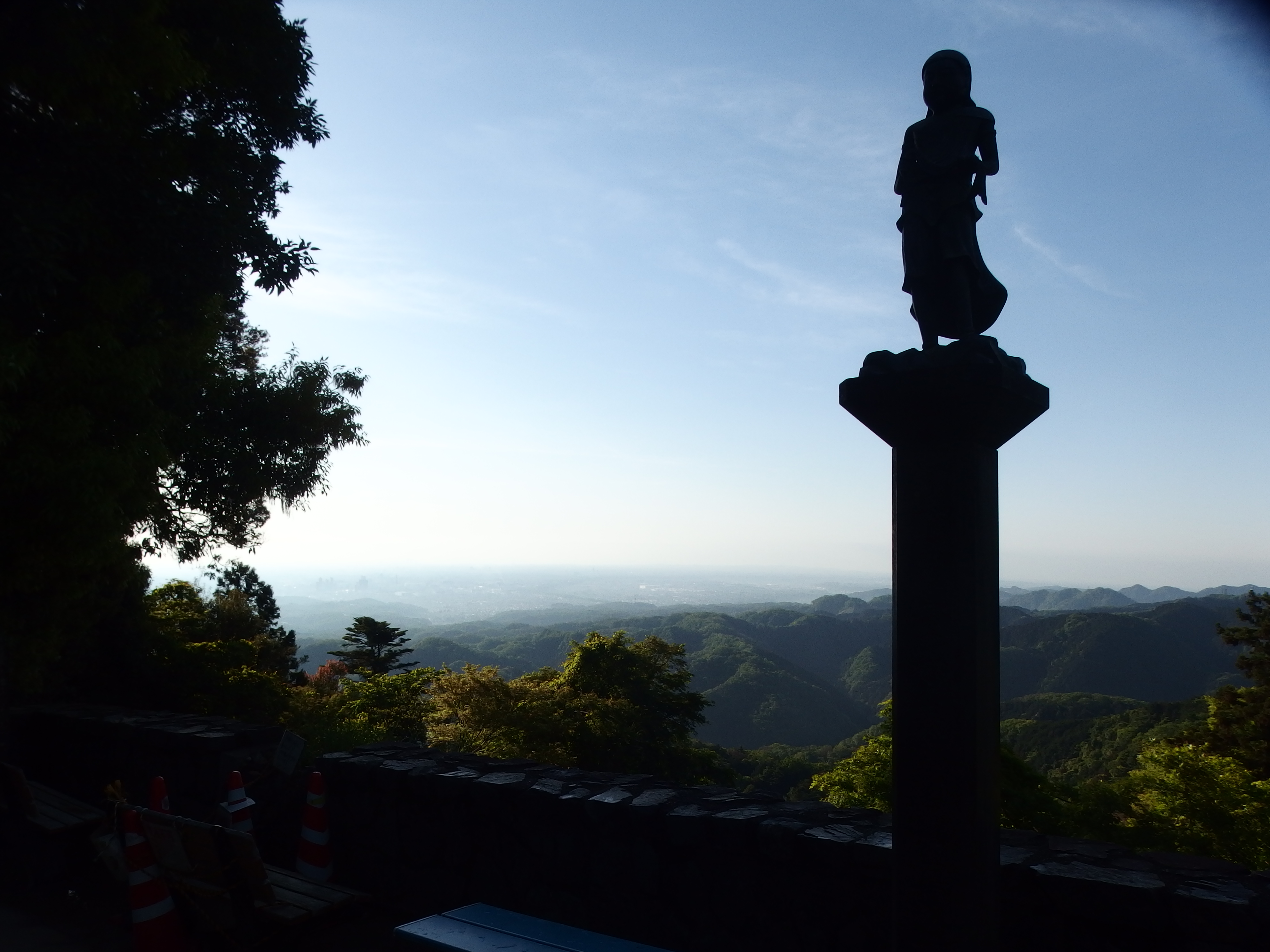
一丁茶屋展望台
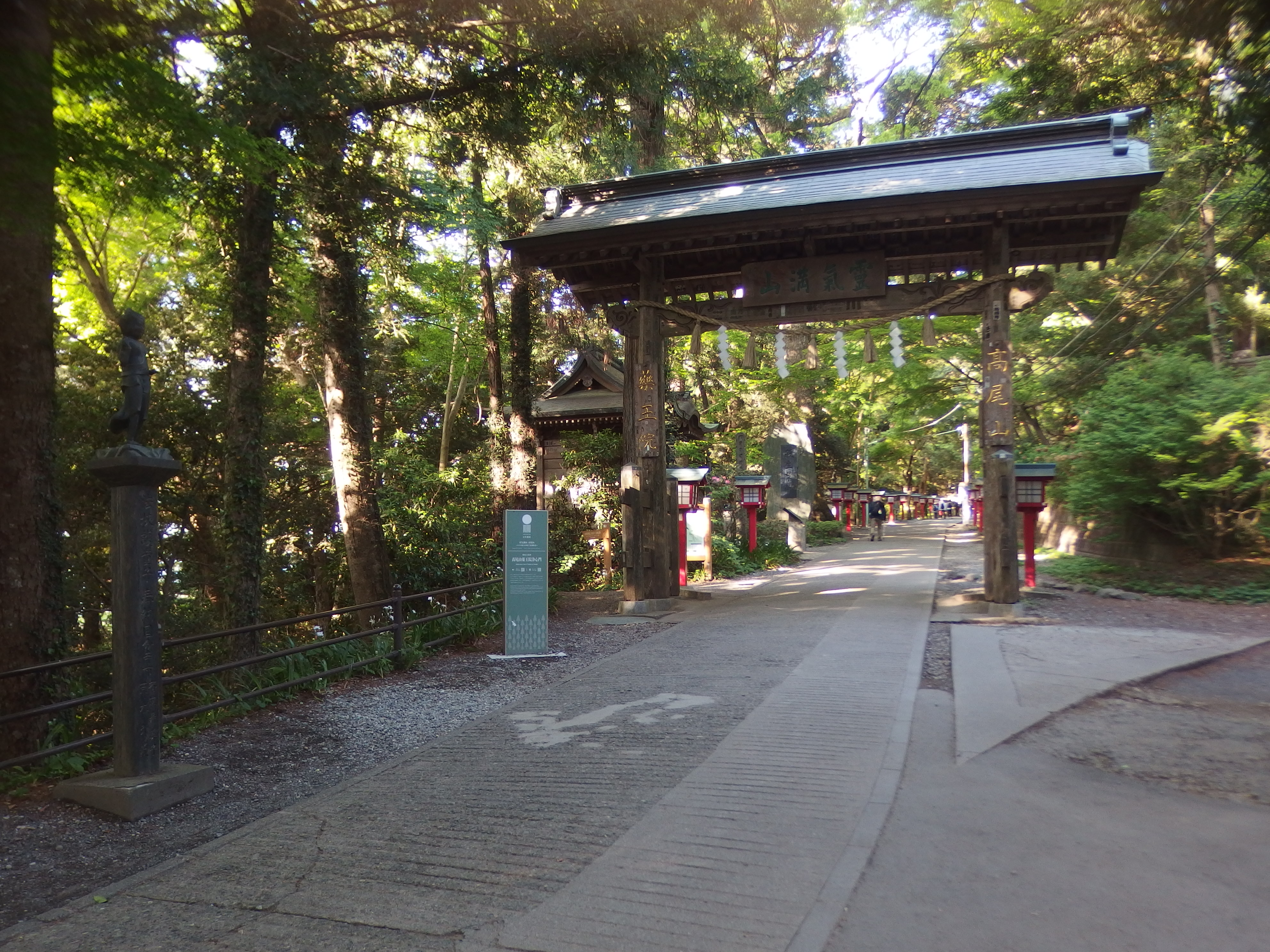
浄心門
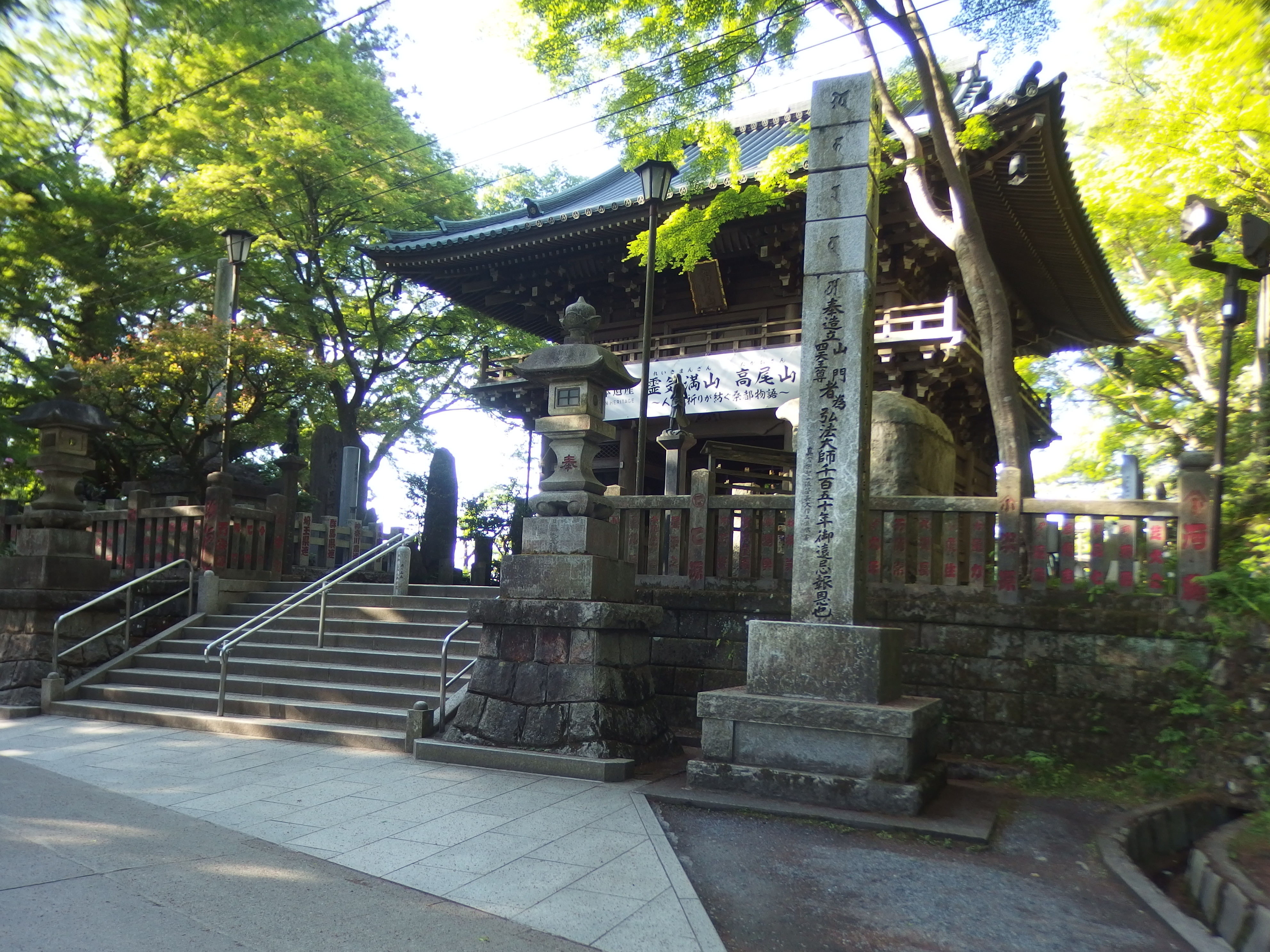
薬王院の四天王門
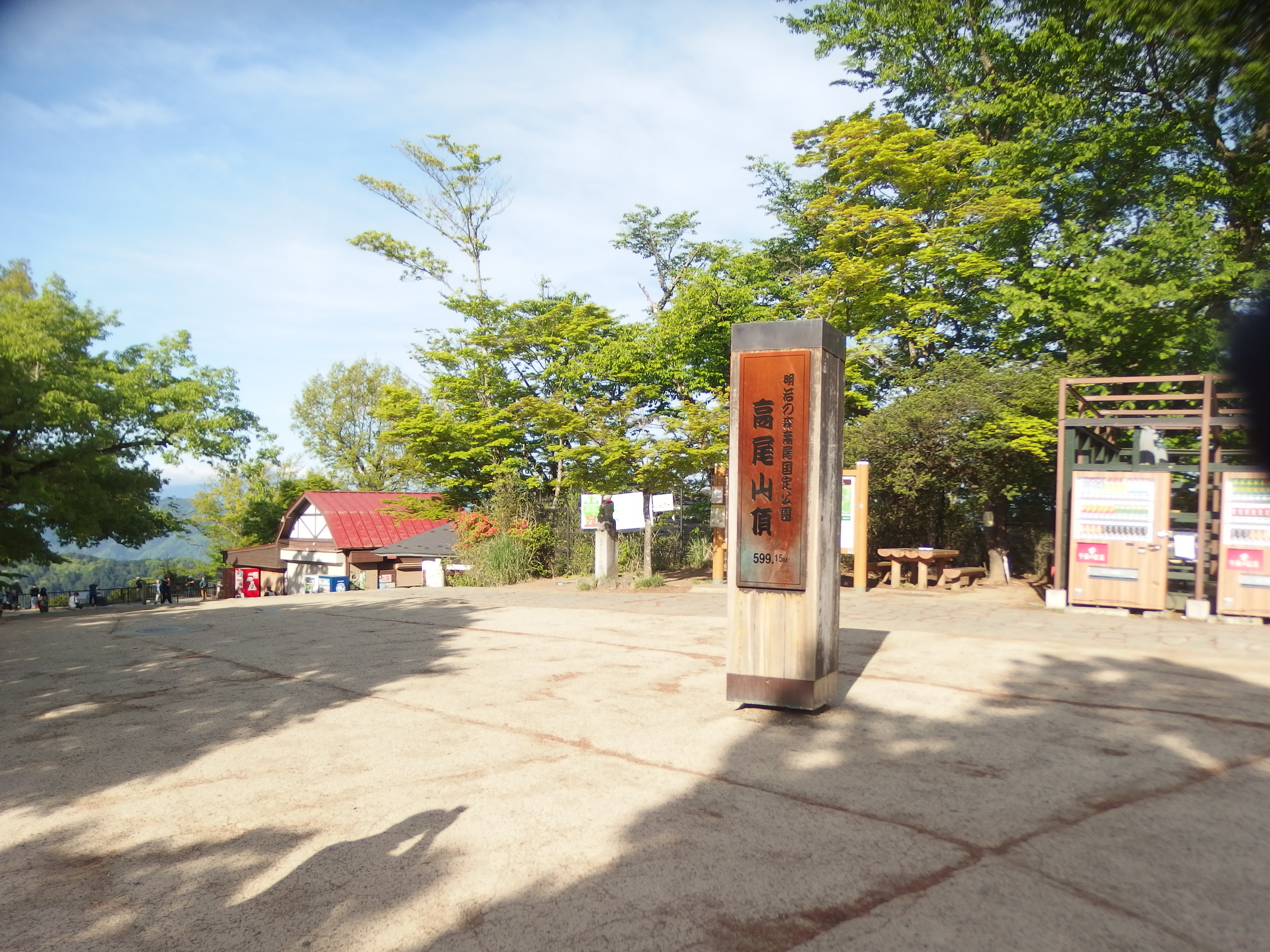
高尾山頂
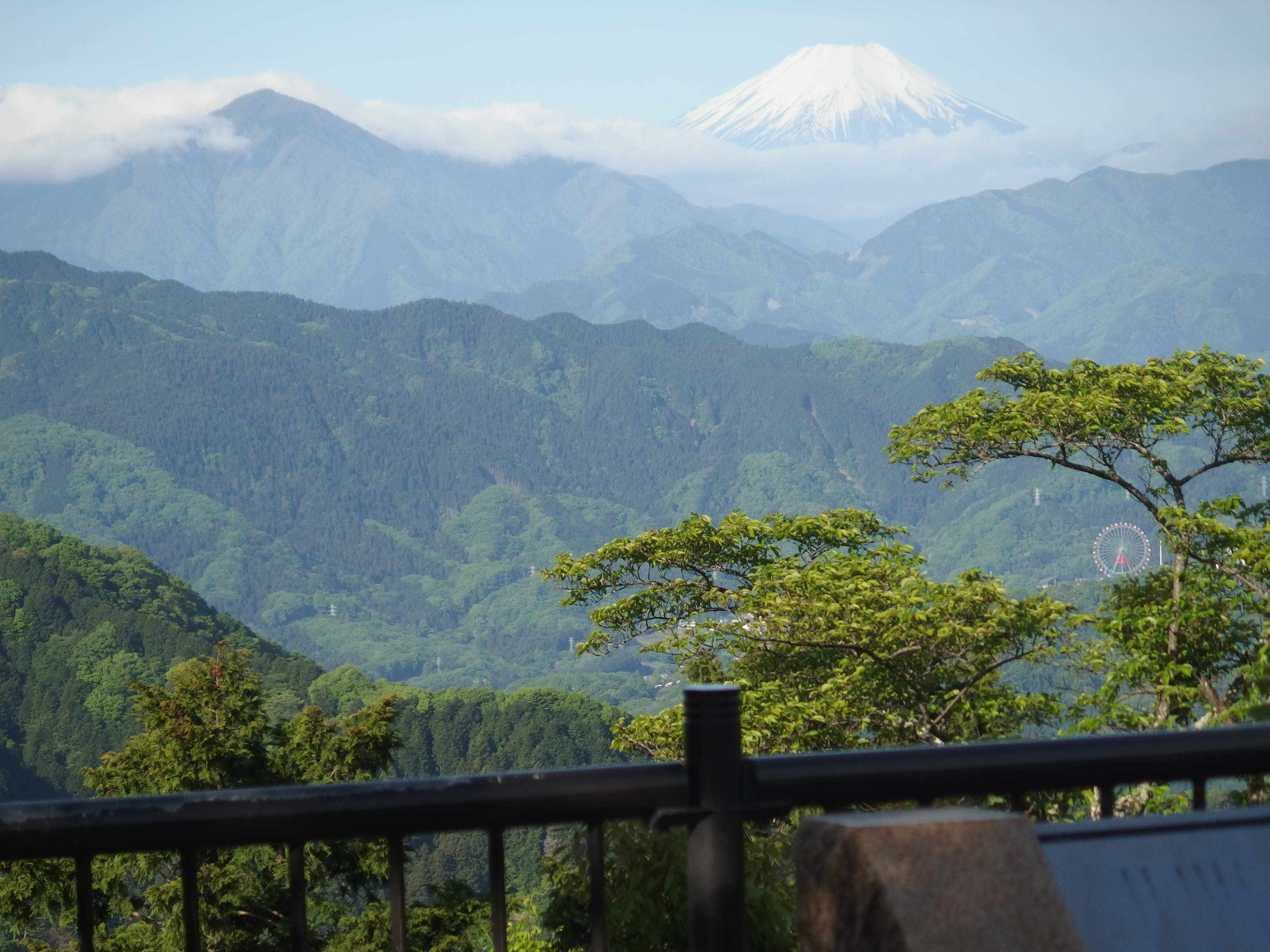
山頂の富士山

- 3年生の遠足（片倉城跡公園）
- 片倉城跡公園展示像
- 片倉城跡公園空堀
- 二の丸広場

- 2年生の遠足（万葉公園）
- 展望台
- 万葉歌碑
- 真覚寺蛙合戦の「心字池」

1年生の遠足（殿入中央公園）
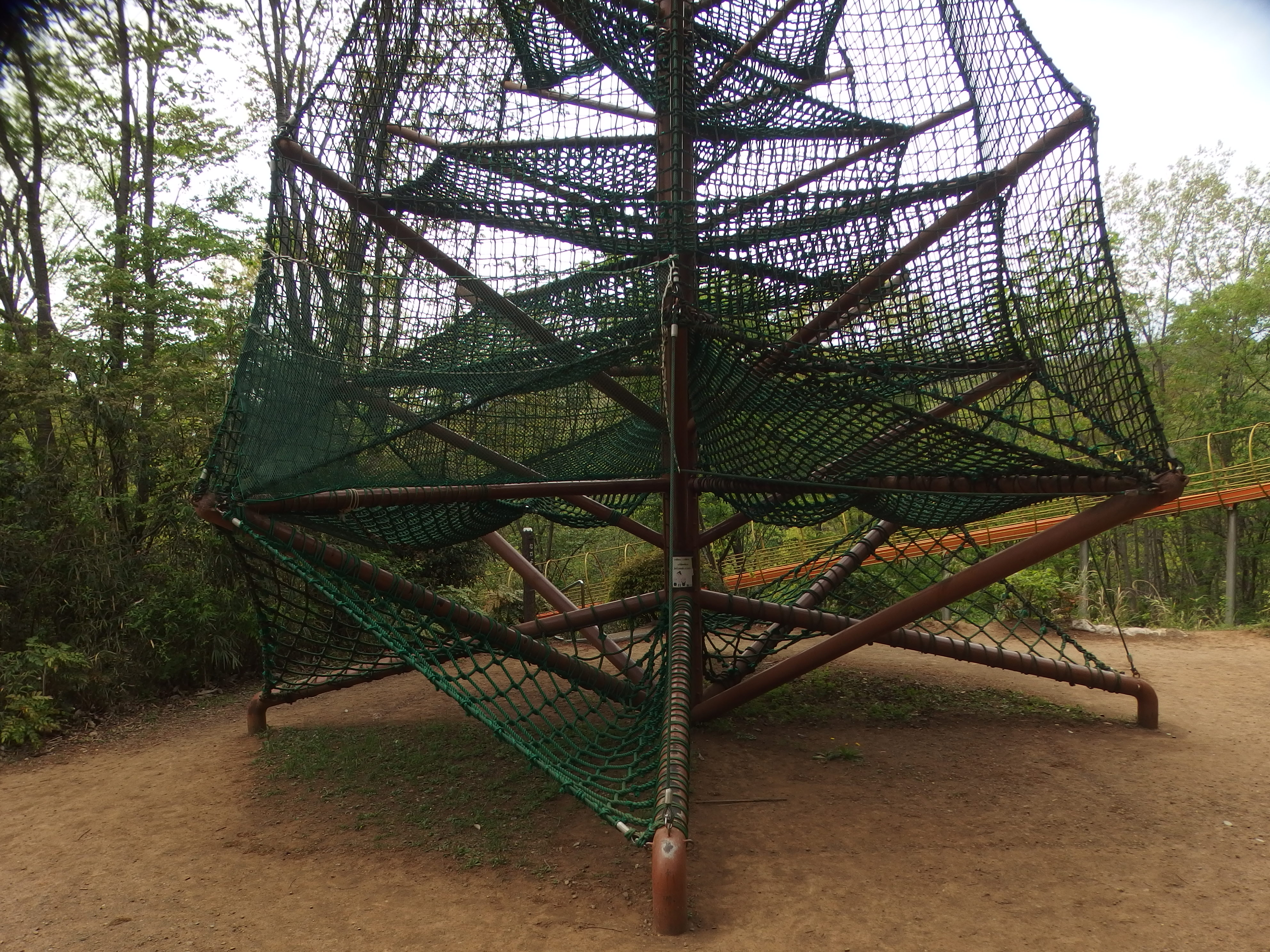
ロープ遊具
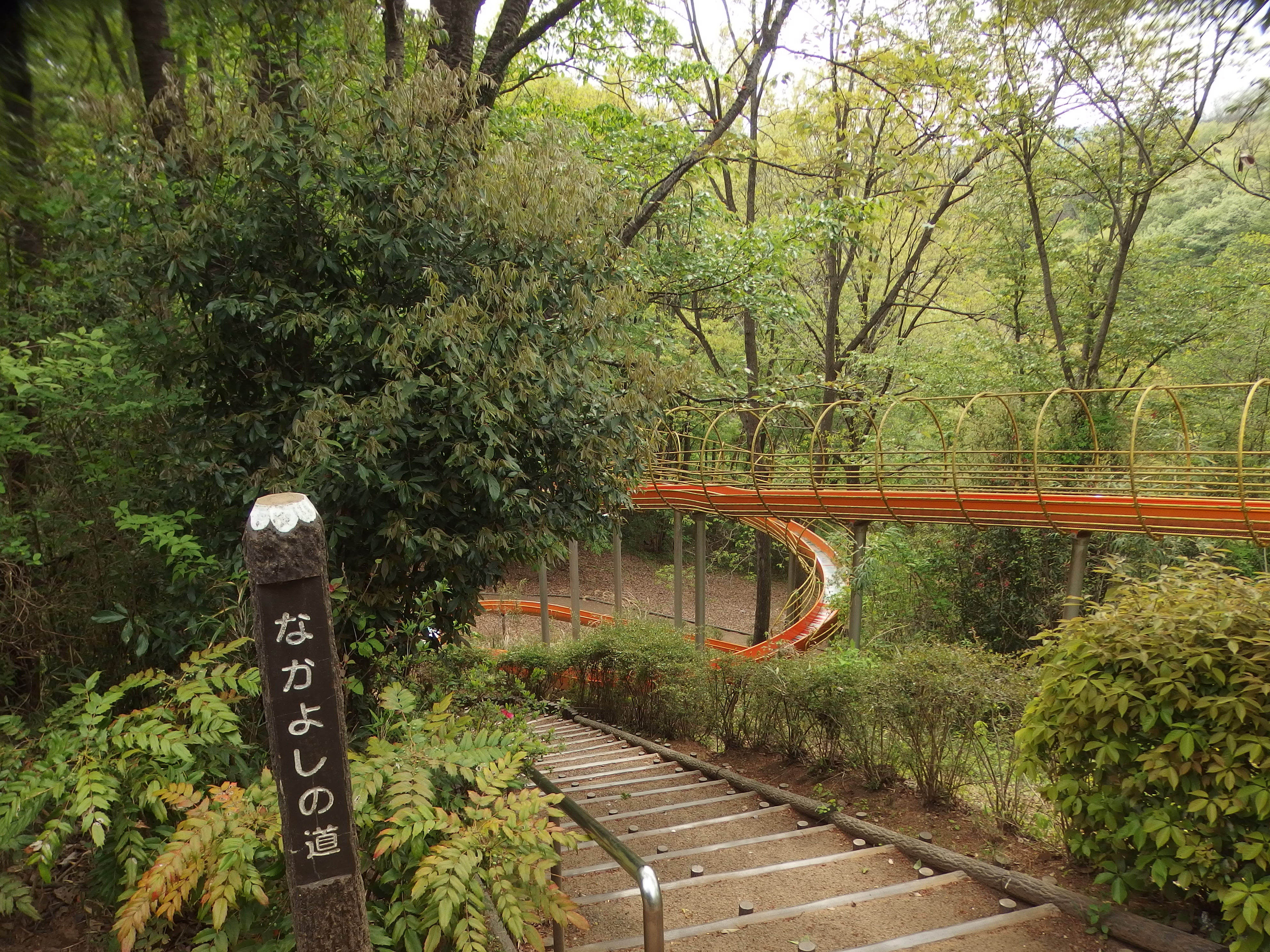
ローラー滑り台
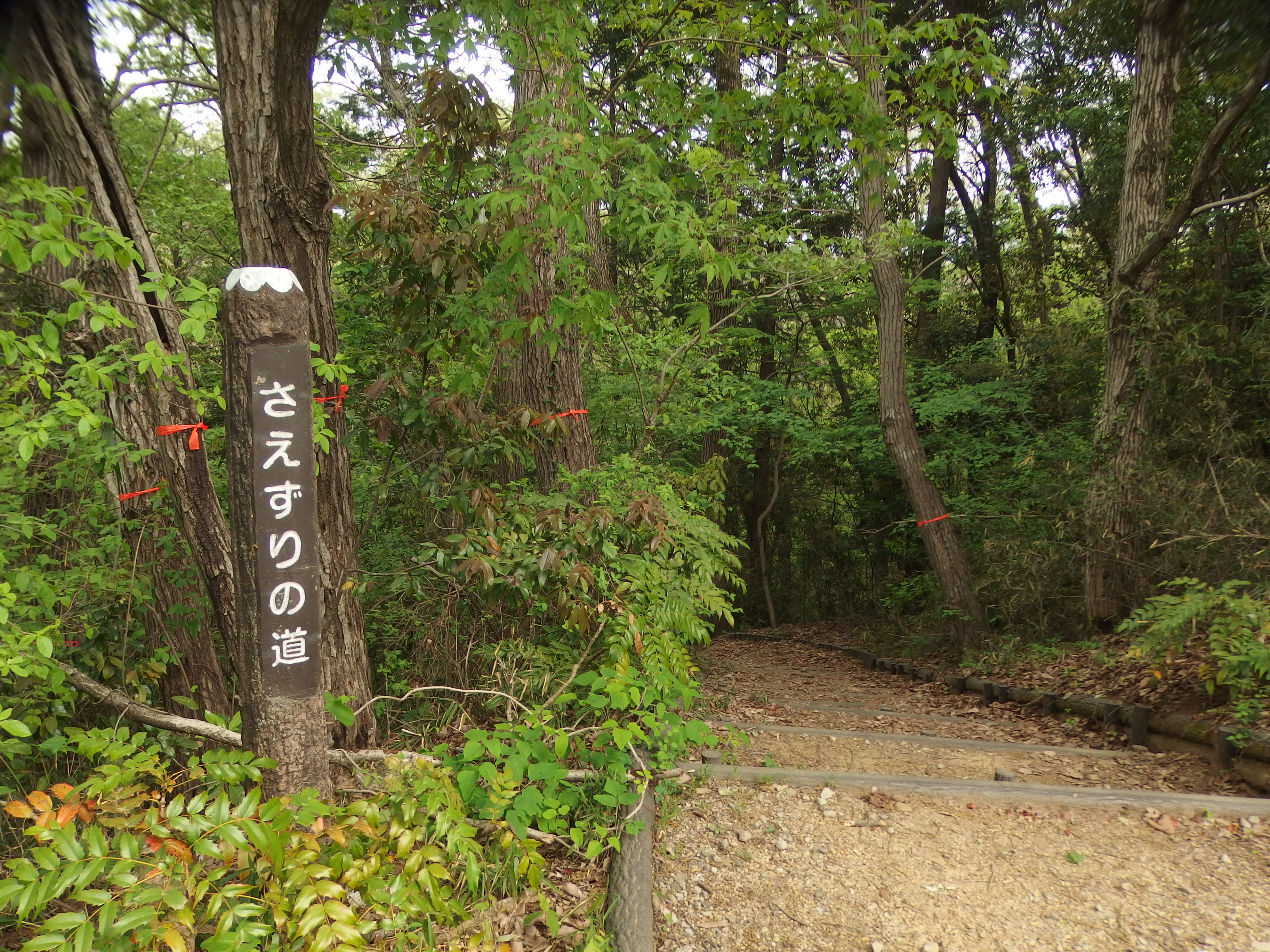
標柱

## 所在地
- 東京都八王子市館町74番地

学校周辺は住宅地であり、中央本線・京王高尾線の高尾駅や狭間駅から徒歩圏内ということもあり、江戸時代にあった八王子千人同心につながる古くからの木造住宅と、田畑はなくなり建ち並ぶ新しい住宅が混在している。幅広い世代の住民が暮らすようになり、他地域からの若い転入者が増加している。

### 学校周辺の施設
- 八王子市立椚田運動場
  - 椚田運動場少年サッカー場
  - 椚田運動場少年野球場
  - 椚田運動場テニスコート
  - 椚田運動場ゲートボール場
- 八王子市立椚田中学校
- 八王子市横山南市民センター
- 八王子市立殿入中央公園
- 八王子市立椚田遺跡公園
- 八王子市館町市民センター
- 子ども家庭支援センター館[八 5]（八王子市役所館事務所2階）
- 八王子市館事務所

### 最寄り駅
- 京王高尾線めじろ台駅下車 徒歩15分[2]
- 中央本線八王子駅（南口）より京王バス（京王高尾線めじろ台駅行き）、「大巻観音・館事務所」バス停留所より徒歩3分。

## 地域運営学校活動実績
- 放課後子ども教室（年間約170回）
- オータムキャンプ（9月）
- 漢字検定（9月・2月）
- 地域防災会議（年間5回、地域防災訓練12月）

## 青少年健全育成推進区域
八王子市内の小・中学校区を単位としているが、館中学校スポーツ振興（ロードレース大会）と椚田中学校のクリーン作戦に参加している。

## 放課後子ども教室
本学では、放課後や夏休み等に小学校の施設を活用し、地域のシルバー人材やボランティアの参画を得て放課後に子どもたちの安全で安心な居場所を提供するため、「放課後子ども教室」を曜日を決めて実施している
。

## 著名な出身者
- 小倉順平 - ラグビー選手